# Soloviovka (Primórie)
|  | Per a altres significats, vegeu «Soloviovka». |

Soloviovka (en rus: Соловьёвка) és un poble del krai de Primórie, a l'Extrem Orient de Rússia, que en el cens del 2010 tenia 568 habitants. Pertany al districte rural de Dalnerétxenski.